# Mick McGeough
Michael "Mick" McGeough, född 20 juni 1956, död 23 november 2018, var en kanadensisk ishockeydomare som var verksam i den nordamerikanska ishockeyligan National Hockey League (NHL) mellan 1986 och 2008. Under sin domarkarriär i NHL dömde han 1 091 grundspelsmatcher, 76 slutspelsmatcher (Stanley Cup) och en Stanley Cup-final.
Den 23 november 2018 avled McGeough av blodproppar i hjärnan efter att ha drabbats av en stroke.